# 东四西大街
39°55′23″N 116°24′30″E / 39.92292°N 116.40836°E
东四西大街是位于中国北京市东城区西部的一条大街。

## 简介

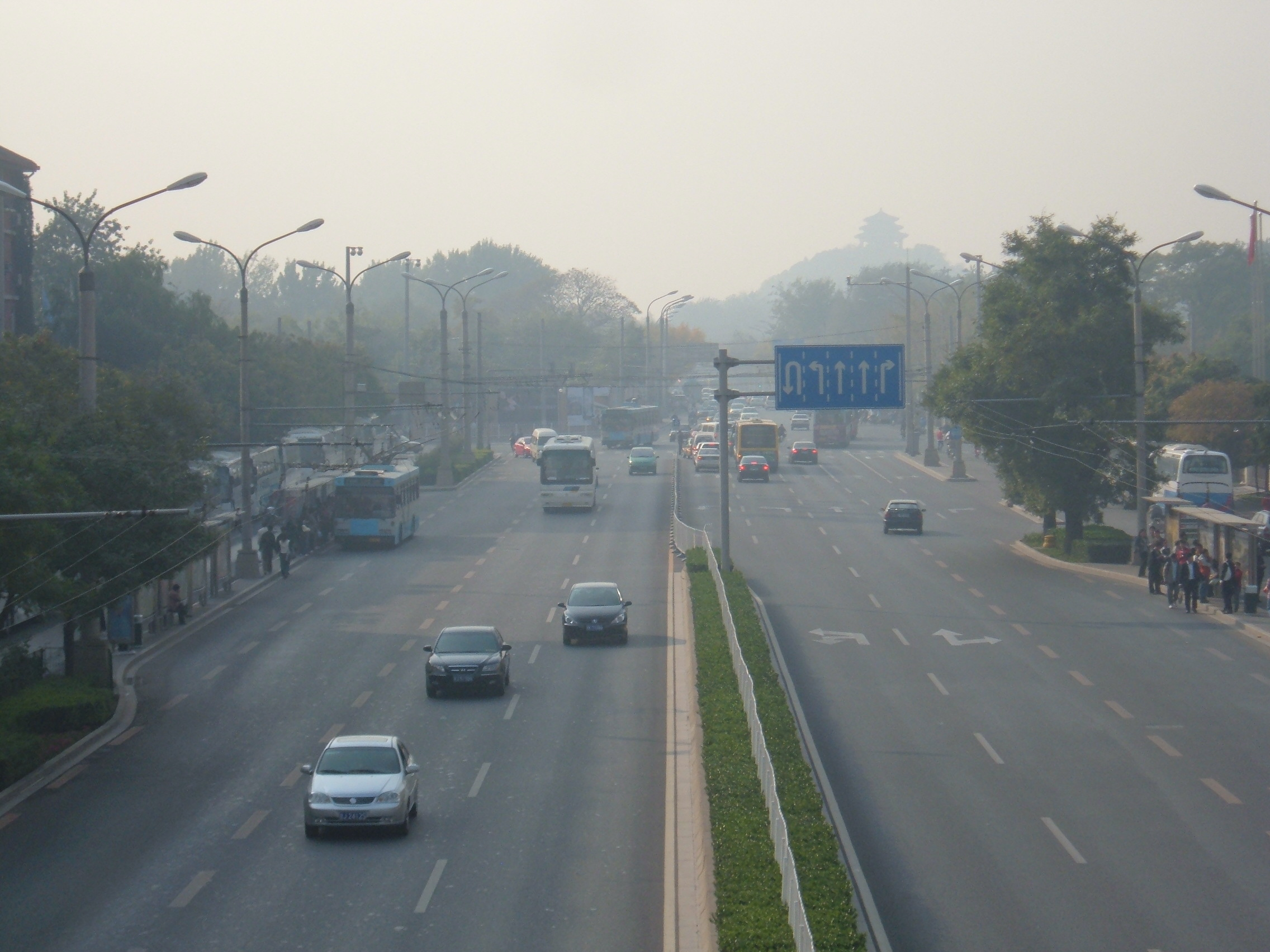
东四西大街，自东向西拍摄，远处为景山

东四西大街东起东四，与朝阳门内大街、东四北大街、东四南大街连接，西至五四大街东口，与王府井大街、美术馆东街连接。东四西大街因位于东四牌楼以西，故得名。明朝时，称“双碾街”。清朝光绪时，称“东马市街”。清朝宣统时，称“马市大街”，同时沿街开始开设宰杀、收购、批发、加工猪肉的作坊（猪店）。中华民国时，称“猪市大街”，1919年已有80余家猪肉作坊。中华人民共和国成立后，沿街的猪市南迁至南苑、大红门等地，但猪市大街一名仍然保留数年，1965年后改为“东四西大街”，文化大革命期间一度改称“五四大街”（与东四西大街以西的今五四大街合并），后恢复原名“东四西大街”。